# Laguna Diana
La laguna Diana, a veces llamado lago, es un cuerpo de agua superficial ubicado en la Región de Magallanes, al sur de la ciudad chilena de Puerto Natales. Pertenece a la cuenca del río Hollemberg.

## Ubicación y características
Tiene una forma casi circular.: 600 

## Hidrografía
La laguna es producto de la acumulación de aguas del río Casas Viejas y en grado menor de chorrillos que escurren hacia ella desde el Este. Cubre un área de alrededor de 600 hectáreas, dependiendo fundamentalmente del aporte del río.: 3–8 

## Historia
Luis Risopatrón lo describe en su Diccionario Jeográfico de Chile de 1924:: 296 
Diana (Laguna). Es de median estensión i tributaria de la laguna Escondida del lago Balmaceda